# Церква святого Якова (Поворозник)
Церква святого Якова — колишній лемківський греко-католицький храм у с. Поворозник Малопольского воєводства.
2013 року храм був включений до списку Всесвітньої спадщини ЮНЕСКО разом з іншими дерев'яними церквами в Польщі та Україні.

## Історичний огляд

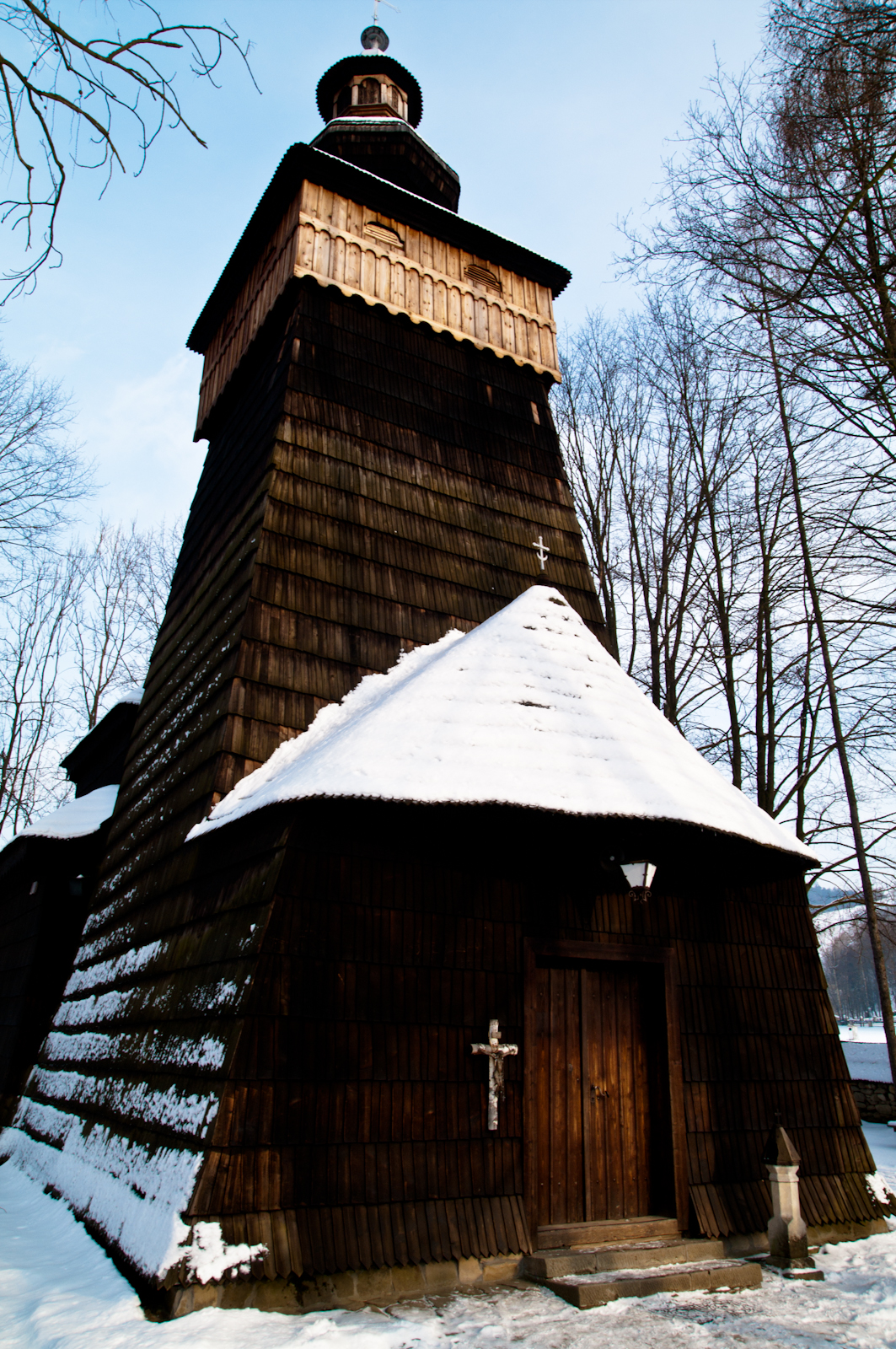

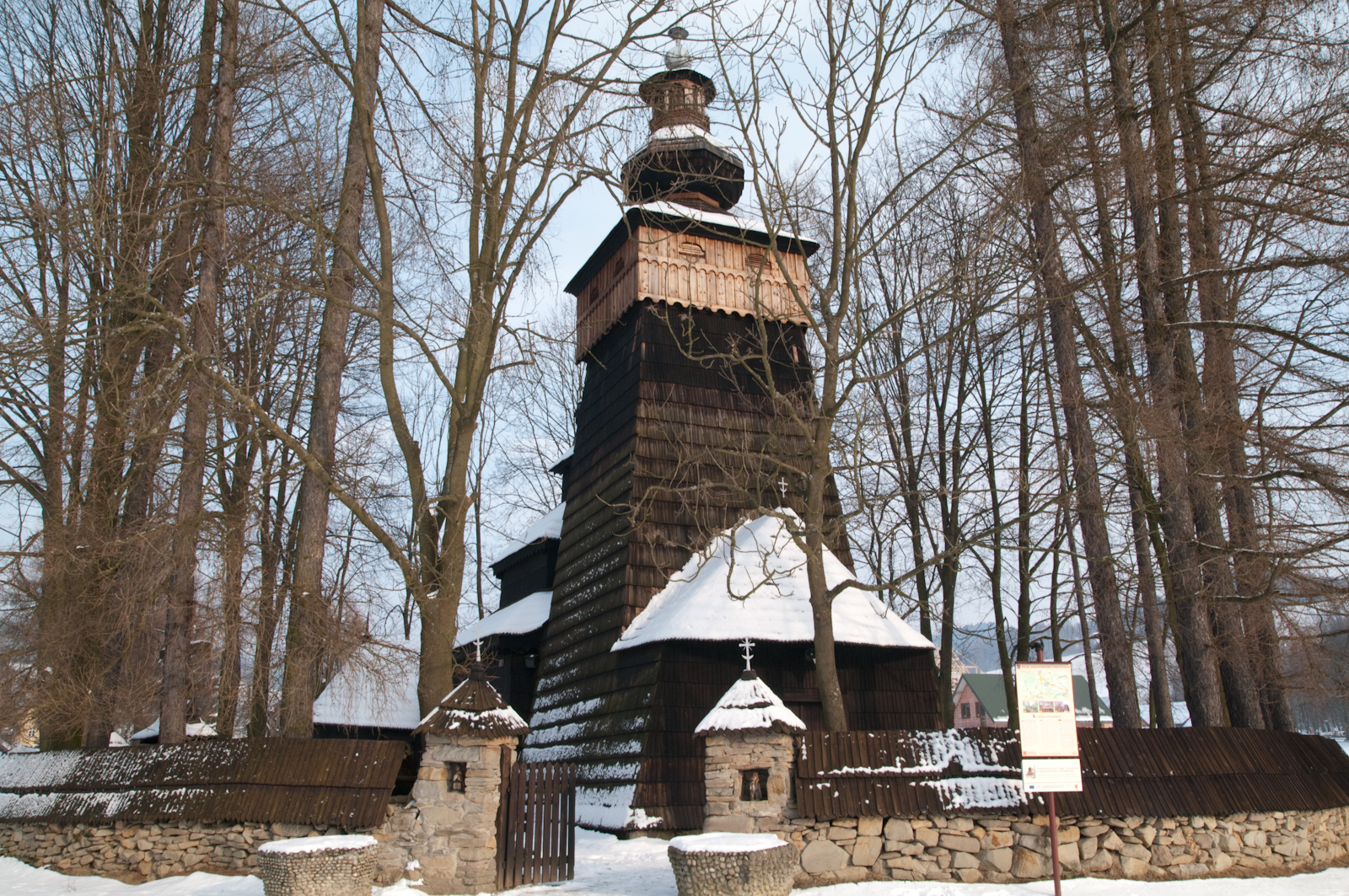

Храм у Поворознику відомий з 1604 року, але з оригінальної будівлі збереглася тільки частина — ризниця. Зовнішній вигляд сучасної церкви був сформований у XVII–XVII століттях. Однак будівлю значно перебудували під час реконструкції 1813 року. Церкву перемістили зі старого місця на нове через ризик затоплення. Тоді ж храм розширили.
Після операції «Вісла» 1947 року, коли лемки були переселені на західні території Польщі, храм став використовуватися як Римо-католицька церква.

## Архітектура
Ця церква належить до класичних взірців лемківського стилю. Має тридільний план, вежу-дзвіницю з похилими стінами, яку увінчує дерев'яне шатро з кованим хрестом. На вежі встановлений дзвін 1615 року.
Менша вежа збудована над навою і вкрита наметовим дахом. Вівтар зовні також увінчаний невеликою вежею. Це найстаріша частина храму. Церква, як було прийнято в типових давніх лемківських храмах, має вікна тільки на південній стороні, що мало практичне (захист від снігу та поривів вітру) і містичне значення (за народними повір'ями, сили зла приходили з півночі).
У храмі немає фресок. Натомість зберігся іконостас XVIII століття. У зв'язку з використання церкви римо-католиками він був перероблений. Ряди Деісуса і пророків розташували на східній стіні нави, інші ікони висять просто на вівтарній стіні.
Збереглись й інші ікони з дияконських дверей, з частини попереднього іконостасу XVII століття, а також образи «Страшного Суду» (1623) й «Оплакування Христа» (1646).
Храм оточений кам'яними мурами зі статуями святих.